# مائوریتسیو رانداتزو
مائوریتسیو رانداتزو (ایتالیایی: Maurizio Randazzo؛ زادهٔ ۱ مارس ۱۹۶۴) شمشیرباز اهل ایتالیا است.
وی همچنین برندهٔ جوایزی همچون نشان شایستگی از جمهوری ایتالیا شده‌است.
وی در مسابقات کشوری و بین‌المللی در مجموع برندهٔ ۲ مدال طلا شده‌است.